# Ladislav Kupkovič
Ladislav Karol Kupkovic (født 17. marts 1936 i Bratislava, Tjekkoslovakiet - død 15. juni 2016 i Haste, Tyskland) var en slovakisk komponist, violinist, lærer og dirigent.
Kupkovic studerede direktion og violin på Musikkonservatoriet i Bratislava, og på Akademiet for udøvende Kunst. Han var ansat som violinist hos det Slovakiske Filharmoniske Orkester. Kupkovic begyndte senere at komponere musik til film og tv, og emigrerede til Tyskland i (1969), hvor han senere i (1971) blev lærer i musikteori på Højskolen for Musik og Teater i Hannover, og senere på Köln Musikskole. Han har skrevet 9 symfonier, sinfonietta, orkesterværker, kammermusik, koncertmusik, strygerkvartetter, sonater, sange etc. Han levede i Hannover i Tyskland til sin død i 2016.

## Udvalgte værker
- 9 Symfonier (1981-2015) - for orkester
- Sinfonietta (2016) - for orkester
- Concerto Grosso (2006) - for orkester
- Serenade i G-dur (1984) - for strygere